# Jelek
Jelek (od tur. yelek – „prsluk”) je deo narodne nošnje koji je zastupljen u nekoliko zemalja Balkana kao odevni predmet sve do sredine dvadesetog veka, kada se počinju nositi kostimi koji dolaze iz grada. 
Na prostorima gde žive Srbi, jelek je imao veliku zastupljenost, nošen je u svim oblastima, počev od Vojvodine pa sve do juga, tj. do Vranja i Kosova. Pominje se i u narodnoj pesmi, koja kaže „Jelek, anterija i opanci, po tome se znaju Srbijanci...”
Kroj je bio autentičan za svaku oblast i razlikovao se po šarama, vezu, obliku, materijalu i ostalim detaljima. Obično su se koristili materijali kao što su pliš, sukno i čoja, na koju bi se dodavali razni vezovi, tračice i ukrasi, kako bi izgledali lepše, bogatije i zadržali svoju autentičnost.
Ukrasi koji su se kačili na jelek su se nazivali gajtani, a njihov broj na jeleku je pokazivao iz koliko je bogate porodice momak ili devojka.
Jeleke nisu nosile samo žene i devojke već i muškarci, ali sa manje ukrasa i detalja.

## Galerija
- Prednji deo ženskog jeleka iz XIX veka. Jelek je deo zbirke tekstila Narodnog muzeja u Leskovcu.
- Zadnji deo ženskog jeleka iz XIX veka. Jelek je deo zbirke tekstila Narodnog muzeja u Leskovcu.
- Детаљ раменог дела мушког јелека народне ношње Крушевац
- Украси на мушком јелеку из Народног музеја Крушевац
- Украси на мушком јелеку из Народног музеја Крушевац
- Мушки јелек из Народног музеја Крушевац
- Женски јелек из Народног музеја Крушевац
- Мушки јелеци из Народног музеја Крушевац
- Мушки јелеци из Народног музеја Крушевац
- Мушки јелеци из Народног музеја Крушевац
- Детаљи мушког јелека из Народног музеја Крушевац
- Детаљи мушког јелека из Народног музеја Крушевац
- Јелек из Баната, почетак 20. века, Народни музеј Зрењанин
- Јелек из Баната, почетак 20. века, Народни музеј Зрењанин
- Јелек, део женске ношње, крај 19. века, Зрењанин, Народни музеј Зрењанин
- Јелек, Музеј у Добоју
- Јелек, крај 19.вијека, Бања Лука Музеј Републике Српске